# Fred Zinnemann
Alfred Zinnemann, detto Fred (Rzeszów, 29 aprile 1907 – Londra, 14 marzo 1997), è stato un regista austriaco naturalizzato statunitense.

## Biografia
Era figlio di Oskar Zinnemann, di professione medico e di Anna Feiwel, una famiglia di religione ebraica.
Da giovane studiò violino e si laureò in giurisprudenza, ma il suo amore per la fotografia lo spinse a conoscere il cinema. Si recò a Los Angeles dove firmò vari lavori come documentarista. Il suo esordio alla regia di un lungometraggio avvenne all'età di 35 anni con Delitto al microscopio (1942) con Van Heflin.
Avrà più successo La settima croce (1944), che otterrà ben 9 candidature agli Oscar, ma non avrà nessuna statuetta. Diresse Montgomery Clift, all'esordio sul grande schermo, in Odissea tragica (1948), che invece vinse un Oscar per il miglior soggetto (scritto da Richard Schweizer e David Wechsler). Con lui esordirà anche Marlon Brando, in Il mio corpo ti appartiene (1950), mentre il western Mezzogiorno di fuoco (1952) ottenne 4 Oscar (miglior attore protagonista, colonna sonora, canzone e montaggio); ad affiancare Gary Cooper, che vinse il suo secondo Oscar, c'era Grace Kelly.
Nel 1954 vinse l'Oscar al miglior regista con Da qui all'eternità, dramma sentimentale sullo sfondo dell'attacco di Pearl Harbor, con un cast di prim'ordine: Burt Lancaster, Montgomery Clift, Deborah Kerr, Frank Sinatra e Ernest Borgnine. La pellicola vinse anche altri 7 premi Oscar. Dopo Un cappello pieno di pioggia (1957) con Anthony Franciosa, diresse La storia di una monaca (1959), con Audrey Hepburn. In ...e venne il giorno della vendetta (1964) valorizzò l'interpretazione di Gregory Peck. Nel 1966 diresse uno dei suoi migliori film, Un uomo per tutte le stagioni, tratto dall'opera teatrale omonima di Robert Bolt; con questo film vinse il suo secondo Oscar come regista.
Trasse ispirazione dall'omonimo libro di Frederick Forsyth per Il giorno dello sciacallo (1973), e vinse tre premi Oscar con il film Giulia (1977), interpretato da Vanessa Redgrave, Jane Fonda, Jason Robards, Maximilian Schell e l'esordiente Meryl Streep. Il suo ultimo film fu Cinque giorni una estate (1982), con Sean Connery. La pellicola venne accolta negativamente dal pubblico e dalla critica. Nel 1992 scrisse un'autobiografia e morì d'infarto il 14 marzo 1997 a 89 anni.

### Vita privata
Il regista fu sposato dal 1936 fino alla morte con Renee Bartlett, dalla quale ebbe un figlio, Tim, produttore cinematografico.

## Filmografia
- That Mothers Might Live – cortometraggio (1938)
- Help Wanted – cortometraggio (1939)
- Delitto al microscopio (Kid Glove Killer) (1942)
- Occhi nella notte (Eyes in the Night) (1942)
- La settima croce (The Seventh Cross) (1944)
- La mamma non torna più (Little Mister Jim) (1947)
- Mio fratello parla con i cavalli (My Brother Talks to Horses) (1947)
- Odissea tragica (The Search) (1948)
- Atto di violenza (Act of Violence) (1948)
- Il mio corpo ti appartiene (The Men) (1950)
- Benjy – cortometraggio (1951)
- Teresa (1951)
- Mezzogiorno di fuoco (High Noon) (1952)
- Il membro del matrimonio (The Member of the Wedding) (1952)
- Da qui all'eternità (From Here to Eternity) (1953)
- Oklahoma! (1955)
- Un cappello pieno di pioggia (A Hatful of Rain) (1957)
- La storia di una monaca (The Nun's Story) (1959)
- I nomadi (The Sundowners) (1960)
- ...e venne il giorno della vendetta (Behold a Pale Horse) (1964)
- Un uomo per tutte le stagioni (A Man for All Seasons) (1966)
- Il giorno dello sciacallo (The Day of the Jackal) (1973)
- Giulia (Julia) (1977)
- Cinque giorni una estate (Five Days One Summer) (1982)

### Aiuto-regista
- Nanuk l'esquimese (Nanook of the North: A Story of Life and Love in the Actual Arctic), regia di Robert Flaherty (1922)[2]
- La spia (The Spy), regia di Berthold Viertel (1931)
- L'angelo delle tenebre (The Dark Angel), regia di Sidney Franklin (1935)

## Premi e riconoscimenti

### Premio Oscar
- 1949 - Candidatura al miglior regista per Odissea tragica
- 1952 - Miglior cortometraggio documentario per Benjy
- 1953 - Candidatura al miglior regista per Mezzogiorno di fuoco
- 1954 - Miglior regista per Da qui all'eternità
- 1960 - Candidatura al miglior regista per La storia di una monaca
- 1961 - Candidatura al miglior film per I nomadi
- 1961 - Candidatura al miglior regista per I nomadi
- 1967 - Miglior film per Un uomo per tutte le stagioni
- 1967 - Miglior regista per Un uomo per tutte le stagioni
- 1978 - Candidatura al miglior regista per Giulia

### Golden Globe
- 1954 - Miglior regista per Da qui all'eternità
- 1958 - Candidatura al miglior regista per Un cappello pieno di pioggia
- 1960 - Candidatura al miglior regista per La storia di una monaca
- 1961 - Candidatura al miglior regista per I nomadi
- 1967 - Miglior regista per Un uomo per tutte le stagioni
- 1974 - Candidatura al miglior regista per Il giorno dello sciacallo
- 1978 - Candidatura al miglior regista per Giulia